# Dockteatern Tittut

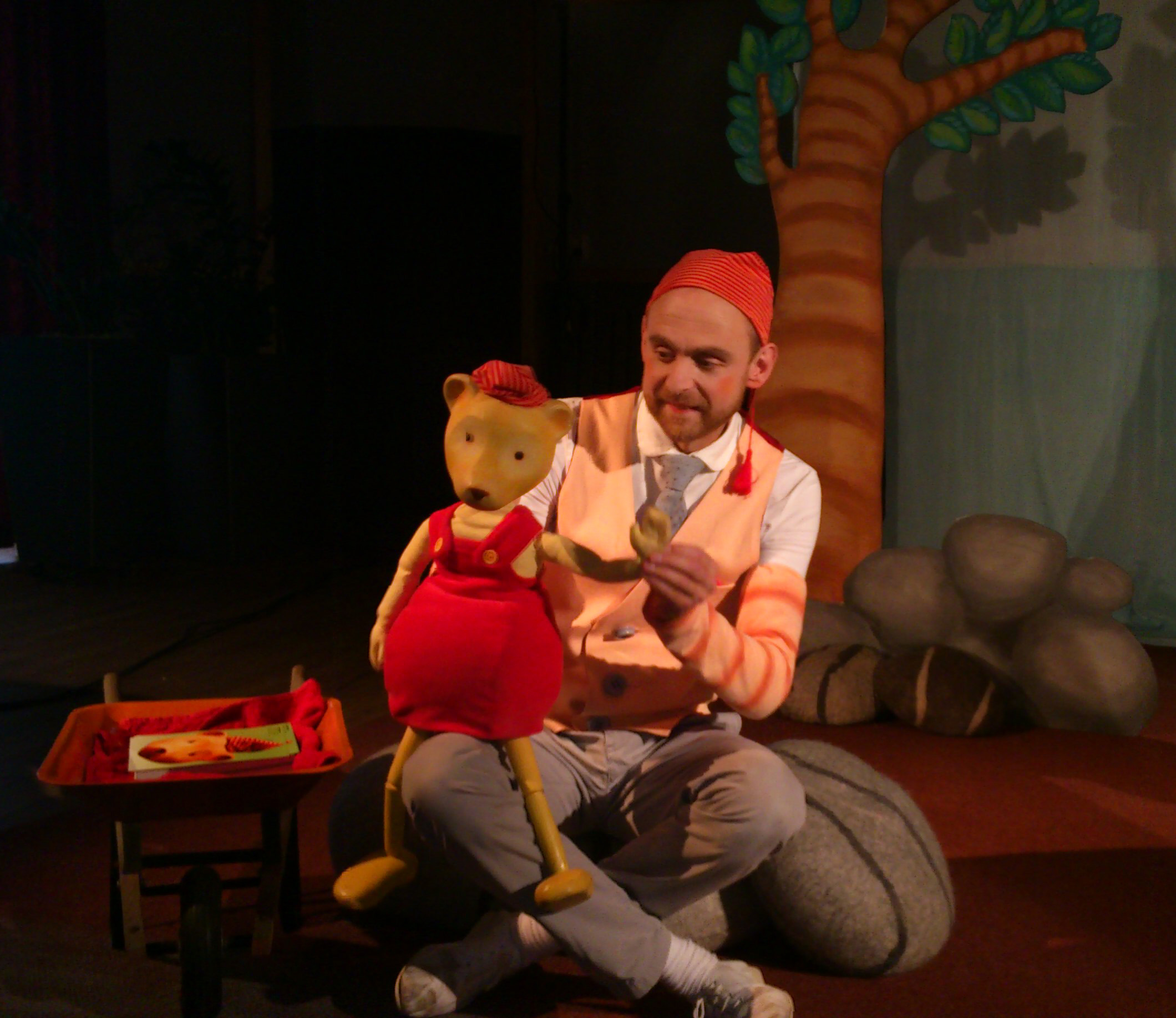
Martin Hasselgren i "Nasse-Musikalen" av Dockteatern Tittut, fritt efter "Nasse hittar en stol" av Sven Nordqvist (2014)

Dockteatern Tittut är en barnteater i Stockholm bildad 1977 av Ing-Mari Tirén och Eva Persson, som kallar sig Sveriges äldsta fasta teater för förskolebarn. 
Dockteatern Tittut var ursprungligen en turnerande teater, men har sedan 1996 en egen scen på Lundagatan 33 i närheten av Zinkensdamm i Stockholm.  Teaterns tre huvudtekniker är speldocka/objekt, skuggspel och skådespelare. Den målgrupp teatern i första hand vänder sig till, är barn från två år.

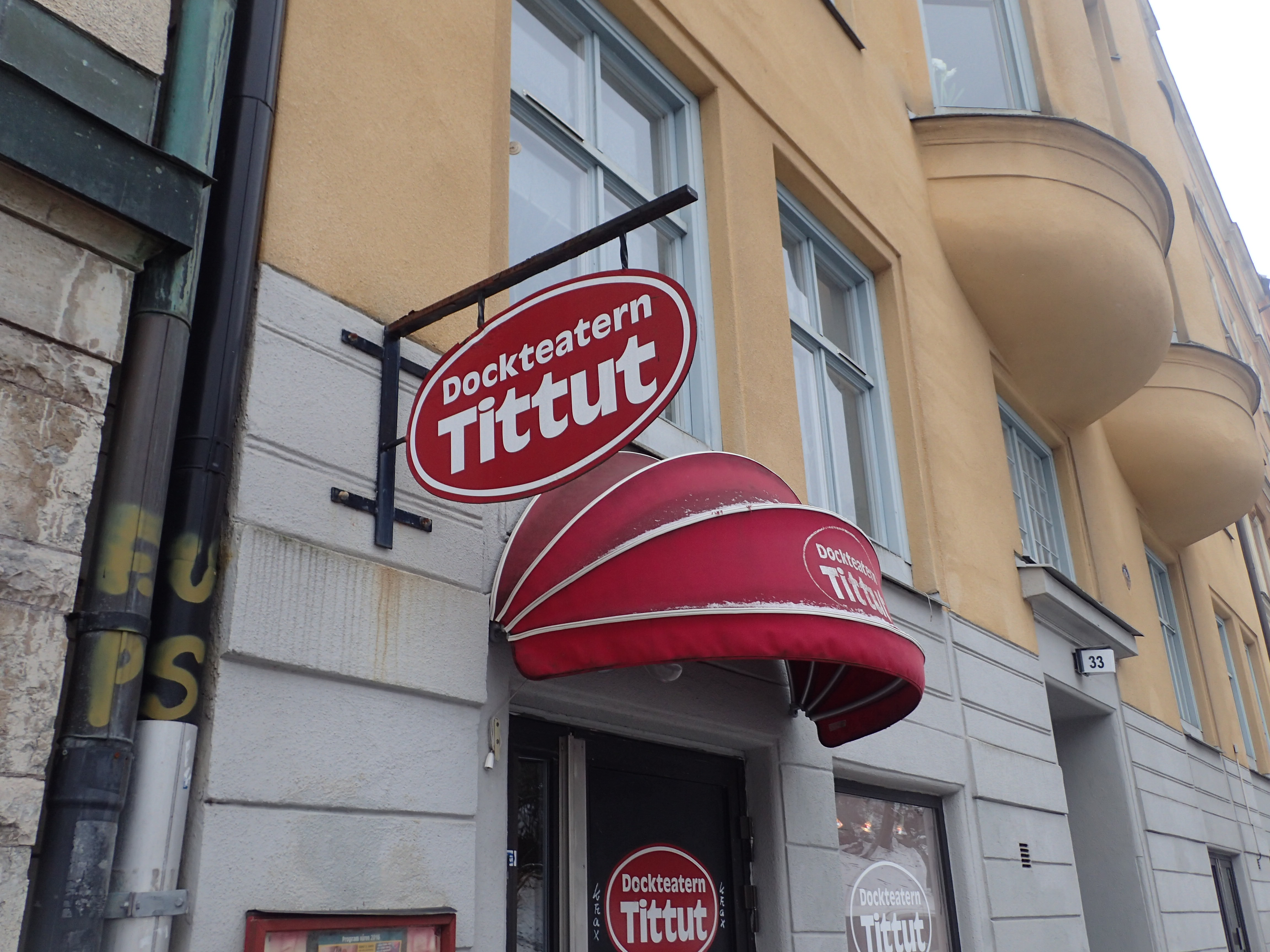
Skylt på fasaden där Dockteatern Tittut har sin scen; fotograferad i februari 2016 av I99pema
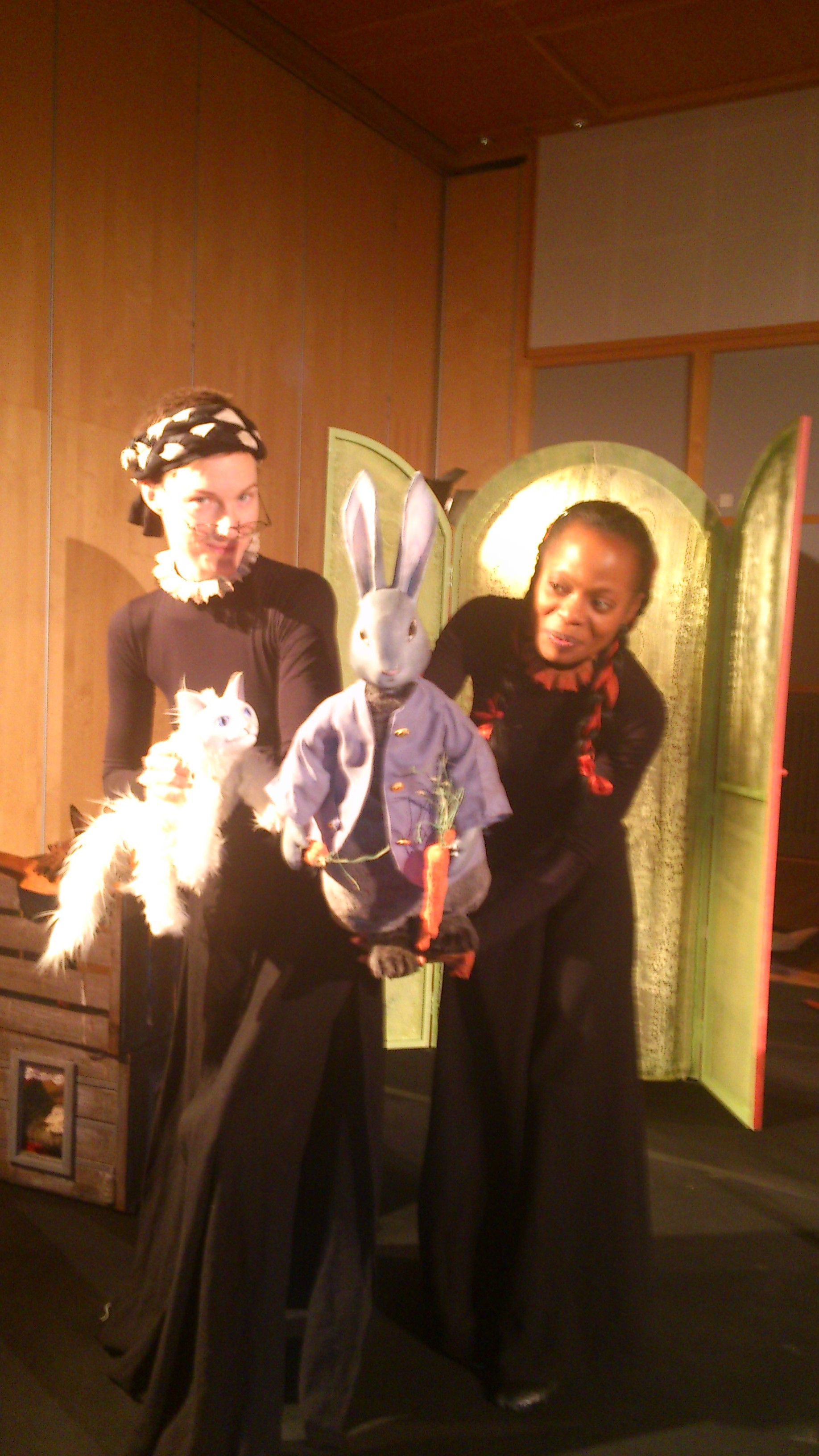
"Beatrix värld" av Dockteatern Tittut, fritt efter Beatrix Potters barnsagor. Dockspelarna Maria Selander och Lisette Merenciana som vuxen och ung Beatrix (2015)
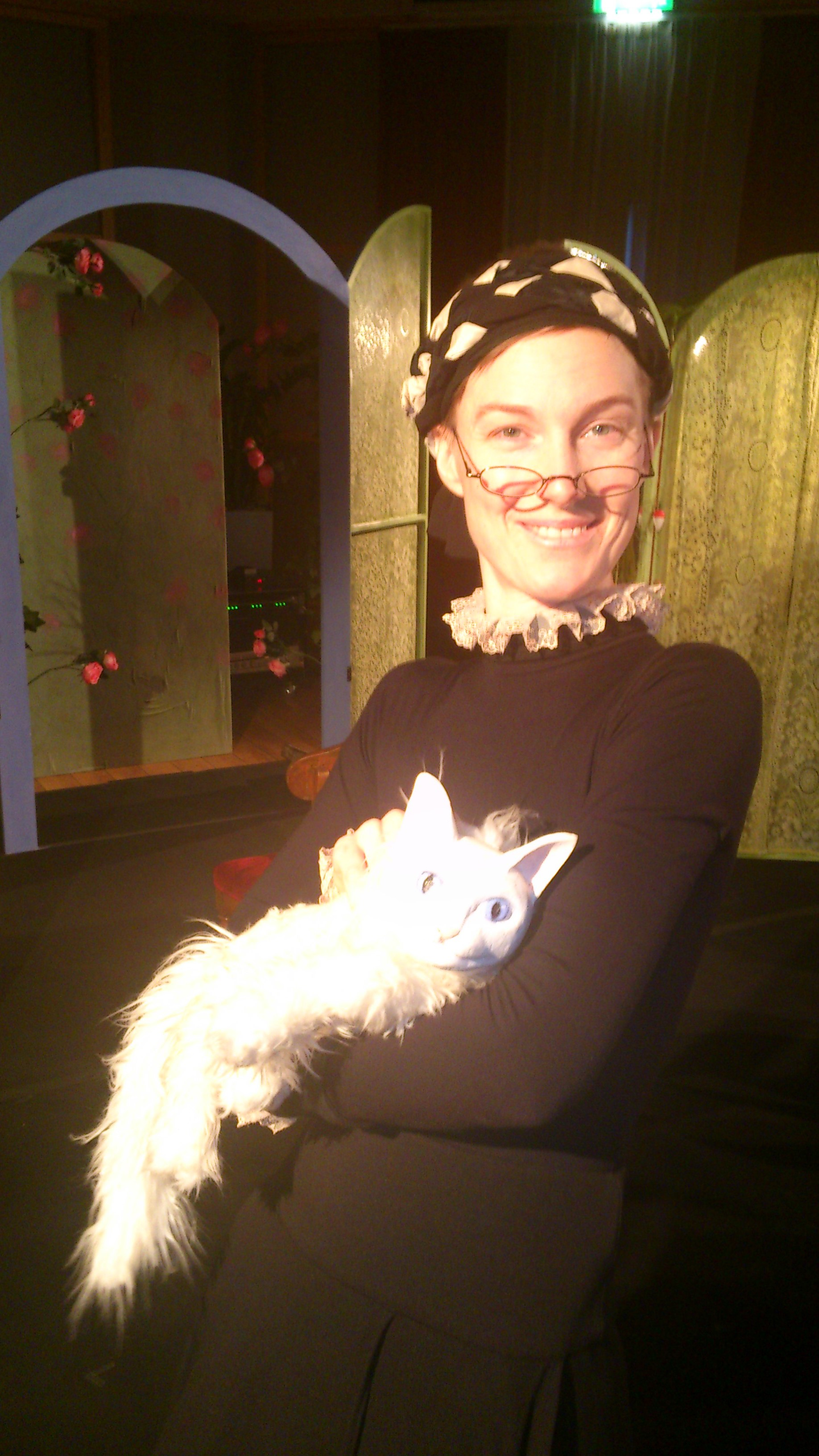
Från föreställningen Beatrix värld på Kulturhuset Fregatten 27 februari 2015. Dockspelare Maria Selander i rollen som Beatrix Potter. Fotograf: Moldur.